# Lijst van kardinalen gecreëerd door paus Bonifatius VIII
Hieronder volgt een lijst van kardinalen gecreëerd door paus Bonifatius VIII (1294–1303). Paus Bonifatius VIII creëerde 15 kardinalen in 5 consistories. 

## Consistorie van begin 1295
- Benedetto Caetani, neef van de paus – kardinaal-diaken van Cosma e Damiano, † 14 december 1296

## Consistorie van 17 december 1295
- Giacomo Tomassi-Caetani, neef van de paus – kardinaal-priester van Clemente, † 1 januari 1300
- Francesco Napoleone Orsini – kardinaal-diaken van Lucia in Orthea, † 1312
- Giacomo Gaetani Stefaneschi – kardinaal-diaken van Giorgio in Velabro, † 23 juni 1341
- Francesco Caetani, neef van de paus – kardinaal-diaken van Maria in Cosmedin, † 16 mei 1317
- Pietro Valeriano Duraguerra, vice-kanselier van de Heilige Roomse Kerk – kardinaal-diaken van S. Maria Nuova, † 17 december 1302.

## Consistorie van 4 december 1298
- Gonzalo Gudiel, aartsbisschop van Toledo – kardinaal-bisschop van Albano, † in december 1299.
- Teodorico Ranieri, bisschop elect van Pisa, camerlengo van de Heilige Roomse Kerk – kardinaal-priester van Croce in Gerusalemme, later (13 juni 1299) kardinaal-bisschop van Città Papale, † 7 december 1306.
- Niccolò Boccasini, Magister-generaal van de dominicanen – kardinaal-priester van Sabina (titel gekregen op 25 maart 1299), later kardinaal-bisschop van Ostia e Velletri (2 maart 1300); werd paus Benedictus XI op 22 oktober 1303, † 7 juli 1304
- Riccardo Petroni, vice-kanselier van de Heilige Roomse Kerk – kardinaal-diaken van S. Eustachio, † 10 februari 1314.

## Consistorie van 2 maart 1300
- Leonardo Patrasso, verwant aan de paus, aartsbisschop van Capua – kardinaal-bisschop van Albano, † 7 december 1311.
- Gentile Partino – kardinaal-priester van Silvestro e Martino, † 27 oktober 1312.
- Luca Fieschi – kardinaal-diaken van Maria in Via Lata, † 31 januari 1336.

## Consistorie van 15 december 1302
- Pedro Ispano, bisschop van Burgos – kardinaal-bisschop van Sabina, † 20 december 1310.
- Giovanni Mincio da Morrovalle, Magister-generaal van de Franciscanen – kardinaal-bisschop van Porto e S. Rufina, † in augustus 1312